# 索羅科季亞加
49°11′15″N 30°10′0″E / 49.18750°N 30.16667°E

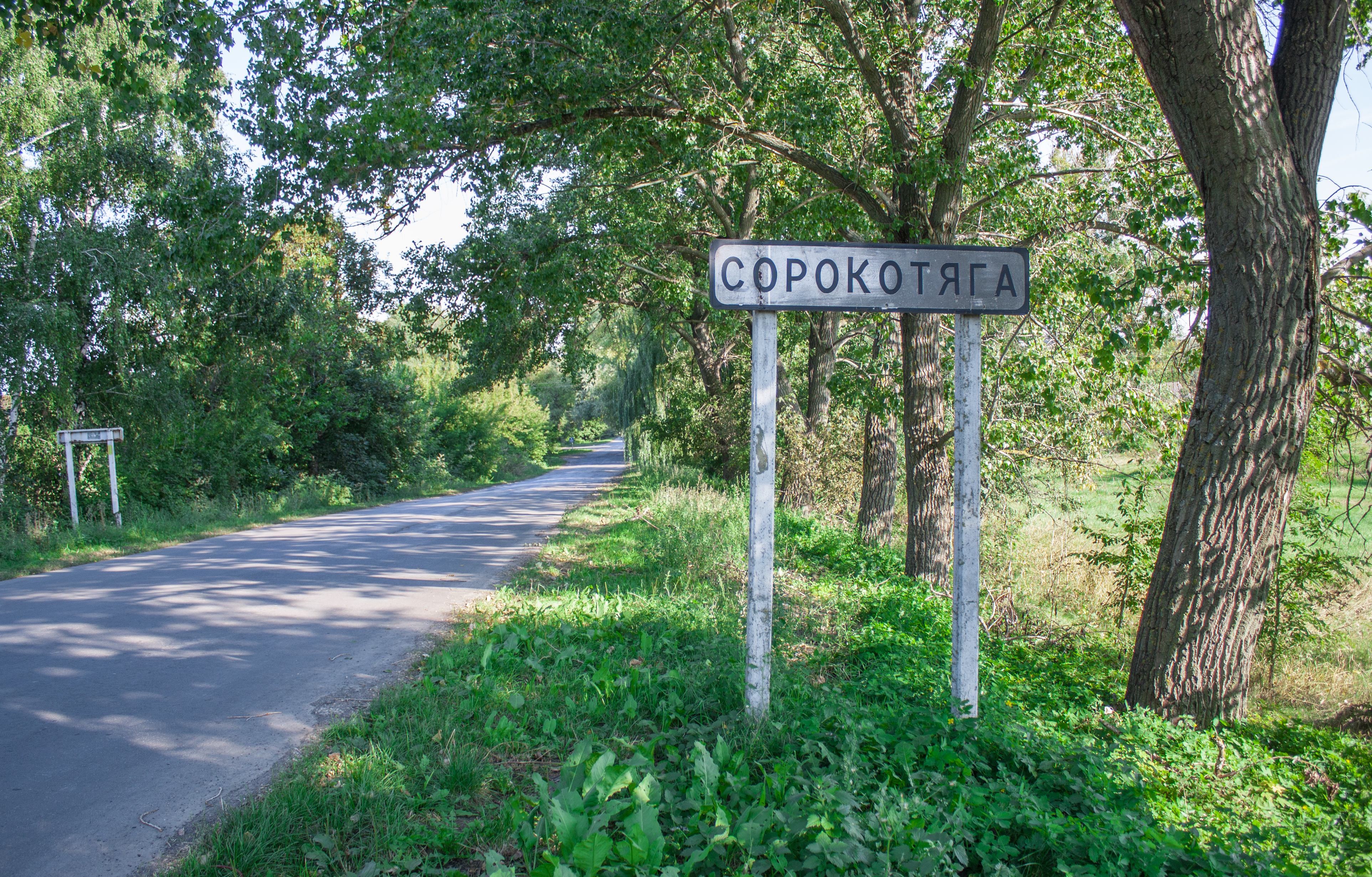
索羅科季亞哈的一条小路

索羅科季亞哈（烏克蘭語：Сорокотяга）是位於烏克蘭中部的村莊，由切爾卡瑟州烏曼區的扎什基夫市鎮負責管轄。該村面積26.5平方公里，海拔高度204米，2009年人口893，人口密度每平方公里33.7人。